# کمپانی گرامافون

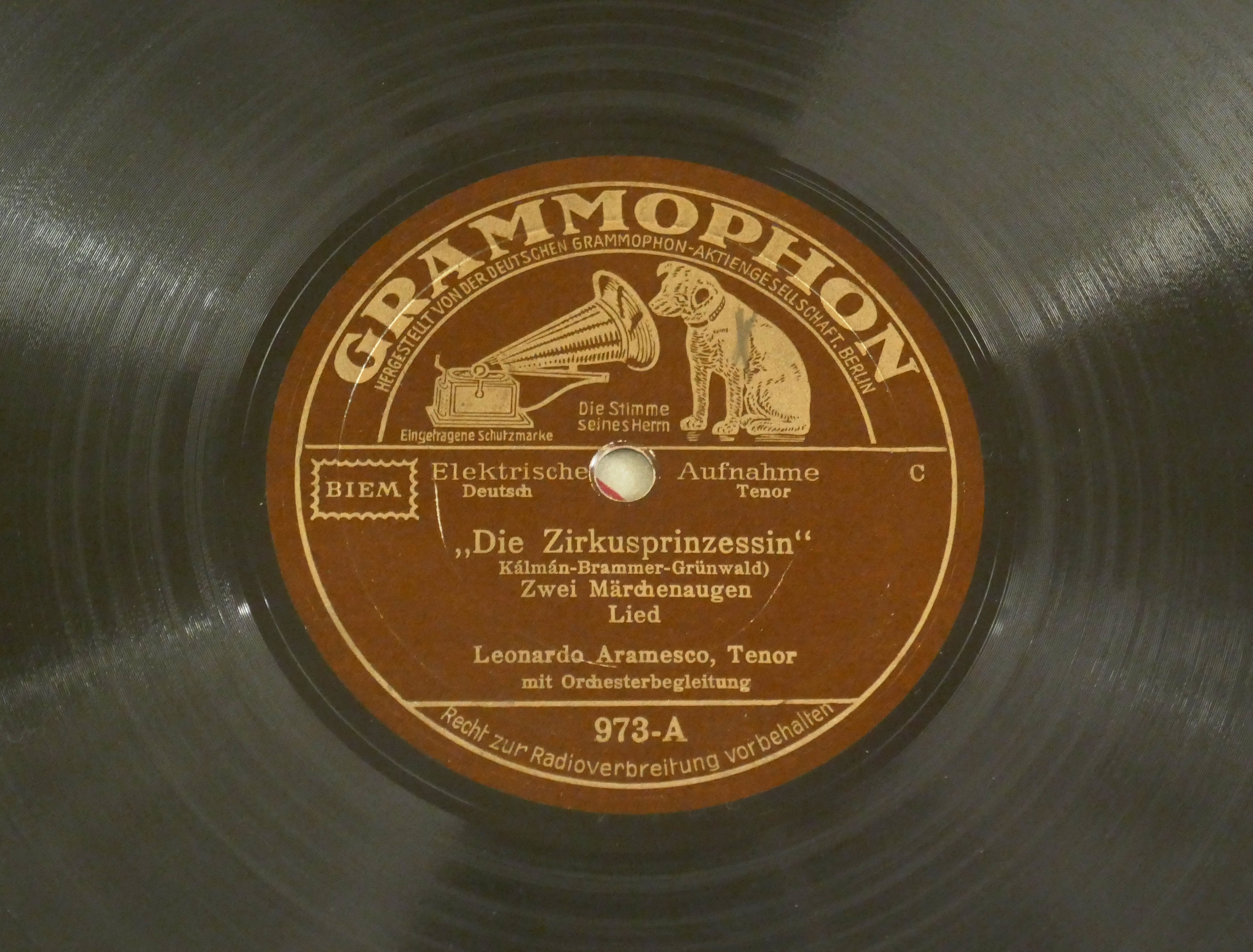
از قدیمی‌ترین ناشران موسیقی

کمپانی گرامافون (انگلیسی: Gramophone Company) یکی از قدیمی‌ترین ناشران موسیقی بود که توسط نمایندگانی از شرکت امیل برلینر (مخترع صفحه گرامافون) در ۱۸۹۸ میلادی پایه‌گذاری شد. بعدها در سال ۱۹۳۱ این شرکت با کلمبیا گرافوفون ادغام شد که حاصل آن شکل‌گیری شرکت ئی‌ام‌آی بود.
بیشتر صفحه‌هایی که توسط کمپانی گرامافون منتشر شدند، در هانوفر آلمان تکثیر شده بودند.
برخی از صفحه‌هایی که این کمپانی از آثار اپرای پاریس در سال ۱۹۰۷ ضبط کرده بود، برای صد سال در محفظه‌های آهنی یا سربی پنهان نگاه داشته شده بودند و در سال ۲۰۰۷ در کتابخانه ملی فرانسه باز شدند و بعداً توسط ئی‌ام‌آی به صورت دیجیتال منتشر شدند.